# Nordischer Kalmar
Der Nordische Kalmar (Loligo forbesii), auch Flammenkalmar, Forbes’ Kalmar oder Europäischer Tiefseekalmar genannt, ist eine Art der Tintenfische (Coleoidea) aus der Familie der Loliginidae, deren größte Art er darstellt.

## Merkmale
Die Länge des Mantels beträgt üblicherweise um die 30–50 cm, kann jedoch auch bis zu 90 cm erreichen, wobei die Männchen größer als die Weibchen sind. Der Mantel ist vergleichsweise schlank und läuft nach hinten spitz zu. Die Färbung der Oberseite ist rot bis orangerot, der Bauch weißlich, seitlich sind flammenartige rote Streifen im vorderen Teil des Mantels zu sehen. Er weist paarige, horizontale, große Seitenflossen auf, die etwa über die Länge der beiden letzten Drittel des Mantels angeordnet sind und zusammen eine Rautenform bilden. Die Tentakel sind kräftig und mit zwei Reihen Saugnäpfen besetzt, die Augen sind sehr groß und weiß bis hellbläulich. Die Gesamtlänge des Tieres (ohne die zwei langen Fangarme) kann bis über 1,20 Meter betragen.

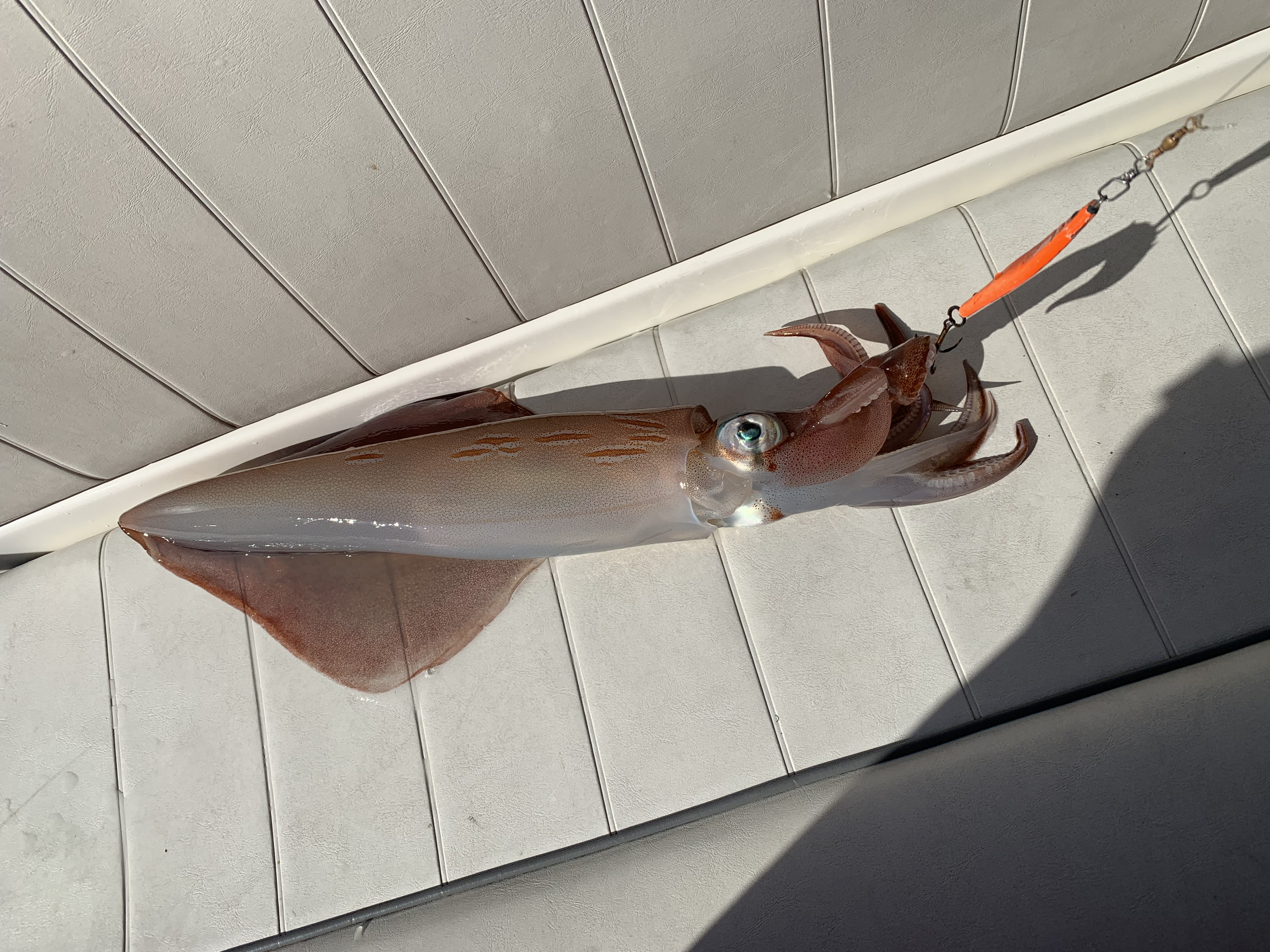
Nordischer Kalmar aus dem Geirangerfjord

## Verbreitung
Der nordische Kalmar ist in kühlen bis kalten Gewässern anzutreffen. Hauptverbreitungsgebiet ist der Atlantik um die britischen Inseln und vor Norwegen, doch auch südlicher vor Spanien und den Azoren kann die Art angetroffen werden. In Norwegen wird die Art auch in tiefen Fjorden angetroffen, wo sie den Spitzenprädator darstellen kann. Gelegentliche Nachweise gibt es auch aus dem westlichen Mittelmeer.

## Lebensweise und Ernährung
Der nordische Kalmar lebt für gewöhnlich in Tiefen von 50 bis 1000 Meter am Kontinentalschelf. Im Flachwasser und in Häfen ist er im Gegensatz zu seinen kleineren Verwandten nicht anzutreffen. Die Kalmare leben einzelgängerisch oder in kleinen Schulen an Kontinentalabhängen. Tagsüber halten sie sich eher in Bodennähe auf, während in der Nacht ein Aufsteigen ins Freiwasser zu beobachten ist. Die Tiere schwimmen äußerst schnell durch das Rückstoßprinzip, der Beutefang erfolgt aggressiv und meist durch plötzliche Angriffe.

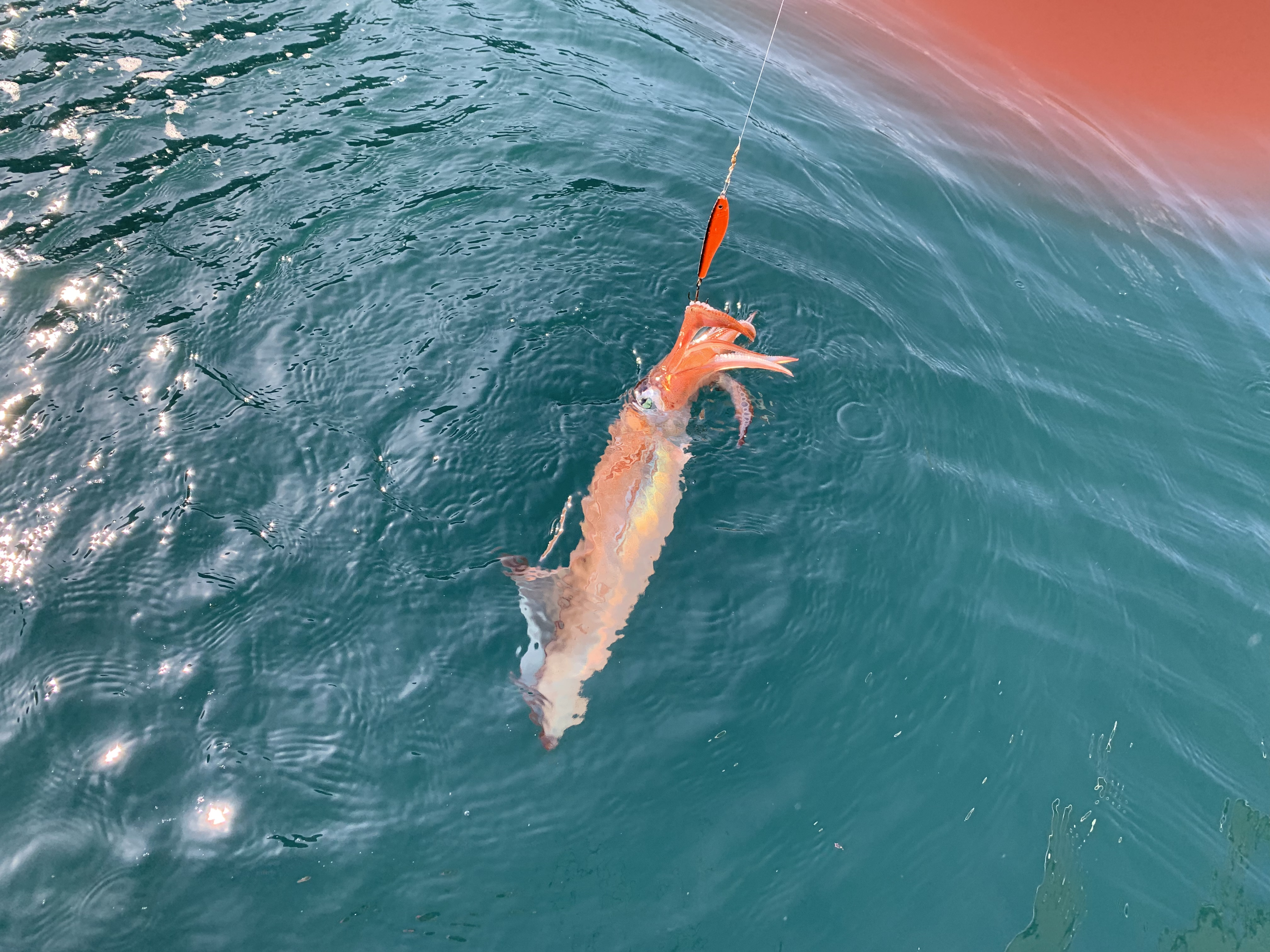
Nordischer Kalmar, gefangen im Geirangerfjord (Norwegen)

Der nordische Kalmar ernährt sich von Fischen, Tintenfischen und Krustentieren, die er als aktiver Jäger fängt. Zu den bevorzugten Beutefischen zählen Dorsche, Wittling, Köhler, Lumb, Makrele und Schwarmfische wie Hering und Sandaale. Ebenso werden kleinere Tintenfischarten wie die Zirrenkrake oder der Gemeine Kalmar gefangen, daneben zählen auch Kaisergranat und andere Krebse zur genutzten Beute. Aufgrund seiner Kraft ist der Kalmar in der Lage, auch große Beutetiere zu überwältigen.

## Fortpflanzung
Das Laichen erfolgt  Die Gelege bestehen aus mehreren länglichen, halbtransparenten weißlichen Eiern und werden in Tiefen von 25–40 Meter an stabile Substrate befestigt.
Die Larven sind den erwachsenen Exemplaren morphologisch ähnlich, das Wachstum verläuft schnell, kombiniert mit einem hohen Nahrungsbedarf.

## Nordischer Kalmar und Mensch
Der nordische Kalmar wird in seinem Verbreitungsgebiet gefangen und verzehrt. Das Fleisch gilt als Delikatesse und übersteigt die Qualität der kleineren Kalmar-Arten noch bei weitem. Fangmethoden sind Langleinen, Handangeln und Schleppnetze.
Der nordische Kalmar besitzt die größten Nervenfasern des Tierreichs, manche Hauptaxone werden als Riesenaxone bis zu 1,5 mm dick. Diese Nervenzellen wurden in der Neurowissenschaft lange für Versuche genutzt. Eine gezielte Aufzucht der Kalmare scheiterte an der Aggressivität und der ausschließlichen Ernährung der Tiere durch lebende Beute.
Angler fangen den nordischen Kalmar gelegentlich als Beifang in Skandinavien beim Pilkangeln auf Dorsche und Leng. Langsam geführte rote Köder haben sich als besonders fängig erwiesen.